# Дом грёз (рассказ)
«Дом грёз» (англ. The House of Dreams) — мистический рассказ английской писательницы Агаты Кристи, впервые опубликованный в 1926 году в журнале The Sovereign Magazine. Основывается на первом её прозаическом произведении — «Дом счастья» («Дом красоты»). Он был написан Кристи зимой 1908—1909 годов в числе первых её рассказов. Писательница рассылала их по журналам, но там они были отвергнуты. Позже произведения были переработаны и изданы. В них нашли отражение темы мистицизма, связи с потусторонним миром, которые были популярны в то время и интересны Кристи. Новелла повествует о Джоне Сегрейве, которому начинает сниться прекрасный Дом. Далее Джон знакомится с красивой и загадочной девушкой Аллегрой Керр и влюбляется в неё. Однако выясняется, что у неё в семье распространены наследственные психические расстройства, и герои не могут быть вместе. Аллегра повторяет судьбу своей матери, умершей в психиатрической клинике. Джон, умирая от лихорадки в Африке, пытается попасть в Дом и обретает счастье, которого не мог достичь в жизни.

## Сюжет
Джон Сегрейв, происходивший из древнего, но обедневшего дворянского рода британских землевладельцев, вынужден был с восемнадцати лет работать клерком в крупной лондонской торговой компании. Это был мечтательный и непрактичный молодой человек, лишённый честолюбия. Его деловые качества оставляли желать лучшего, и за несколько лет работы он так и остался простым клерком.
Однажды герою приснился сон, который показался ему очень красивым, важным. Он старался запомнить его в мельчайших подробностях. Джон увидел чрезвычайно красивый белый Дом, стоящий на холме. Он решил избавиться от этой фантазии и больше не вспоминать её, тем более что сегодня молодой человек был впервые приглашён в особняк своего начальника Рудольфа Уотермана. Это произошло под влиянием его дочери Мейзи, которой понравился Джон своей красотой и необычностью. Однако на вечере юношу привлекла не Мейзи, а её подруга Аллегра Керр — обедневшая родственница Уотерманов. Джон понял, что влюбился в неё с первого взгляда, после чего осознал, что глубоко несчастен и решил изменить свою жизнь.
Герой не видел девушку несколько дней, и за это время ему ещё несколько раз приснился Дом, который он всегда видел только с внешней стороны. На выходных Джон встретил Аллегру в городском парке и рассказал ей о своих снах, а она ему — о своих кошмарах. Джон также поведал ей о своих чувствах, о том, что хочет поехать в Западную Африку и разбогатеть, чтобы они были счастливы. Однако Аллегра сказала ему, что никогда не сможет выйти замуж. Ночью ему опять приснился Дом, в окне которого он увидел страшное, омерзительное чудовище.
На следующее утро Джон пошёл к Уотерманам узнать, где можно найти Аллегру. Мейзи рассказала, что её подруга в трауре, так как в сумасшедшем доме умерла её мать. Оказалось, наследственные психические заболевания вообще свойственны семье Керр: некоторые её родственники сошли с ума или покончили жизнь самоубийством. После этого он встречает Аллегру, разговаривает с ней и понимает, что монстр из его Дома и девушка каким-то образом взаимосвязаны.
Прошло десять лет. Аллегра повторила судьбу своей матери и умерла. Джон работал в Африке, где заболел лихорадкой. Его мучают кошмары, во время которых он решает зайти в Дом. За десять лет он приснился ему только один раз. В том сне он узнал, что в Доме никто не живёт, а единственный жилец выехал из него, скорее всего, в Африку. Джон пробирается в Дом по холму, настойчиво идя всё время вверх. Ему слышится подбадривающий голос врача, но он становится всё слабее. Джон открывает дверь Дома, стоит на пороге, чувствуя себя необычайно счастливым, и шагает внутрь.

## История создания и публикации

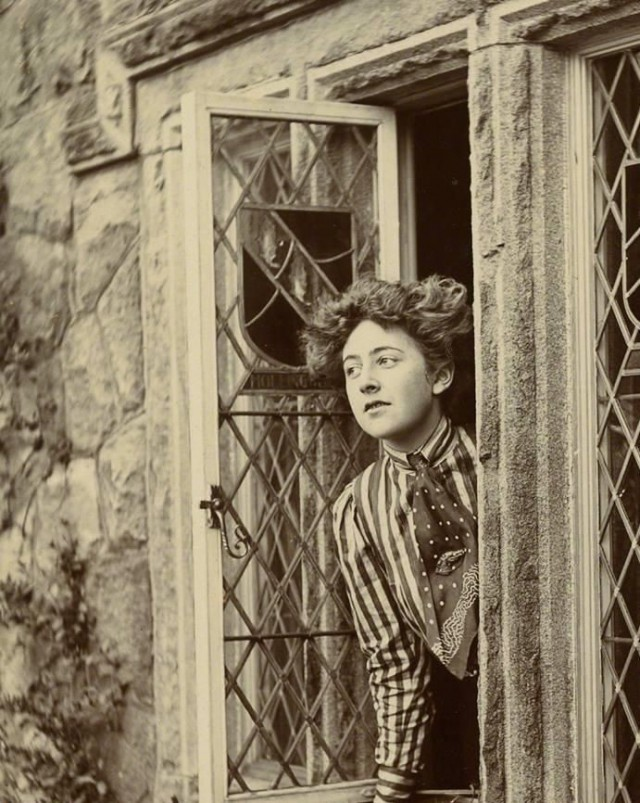
Агата Кристи в 1910-х годах

### Предыстория
Агата Мэри Кларисса Миллер родилась 15 сентября 1890 года в английском городке Торки, Девон, в семье Фредерика и Клариссы Миллер. В детстве Агата получила хорошее домашнее образование, также училась в нескольких пансионах. Ещё в детстве сочинила «страшный» рассказ, который был поставлен членами семьи. Его сюжет повествует о борьбе за наследство между сёстрами: «благородной леди Мэдж» и «кровожадной леди Агатой», причём при инсценировке по желанию сестры и, к радости автора, их роли поменялись. Рано начала сочинять стихи (с одиннадцати лет), некоторые из них получили поощрительные премии и были опубликованы. Она очень гордилась своими литературными успехами и временами писала стихи «запоем». Одно из стихотворений она положила на музыку собственного сочинения, написанного в форме вальса. По поводу её образования и увлечений советский литературовед Георгий Анджапаридзе заметил, что её детские занятия литературой и искусством представляют собой образчик «классического британского дилетантизма, может быть, не создающего высоких духовных ценностей, но бесконечно обогащающего внутренний мир самого творящего».

### Создание
Литературное творчество для неё не связано ни с каким нарушением запретов. Напротив, речь идёт о том, чтобы отличиться в той области, где старшая сестра уже преуспела. И продолжить фантазии матери. На выборе тем, как, впрочем и разрабатываемого жанра, лежит отпечаток этой преемственности.
Зимой 1908—1909 годов, когда Агате было около восемнадцати лет, она увлеклась написанием коротких рассказов, некоторые из которых позже, после большей или меньшей степени переработки, были опубликованы. Однако в то время она не помышляла, что сможет стать профессиональной писательницей. Об истории создания своего первого рассказа она вспоминала в «Автобиографии». Однажды ей нечего было делать, и она изнывала от скуки, лёжа в кровати, где переносила последствия гриппа. Её мать, заметив уныние дочери, предложила написать рассказ, как это ранее сделала она, а также её старшая сестра Мэдж (Маргарет), несколько произведений которой были опубликованы. Агате понравилось это предложение, и она села на кровать, став размышлять о сюжете. Для создания первого произведения ей понадобилось совсем мало времени, и рассказ «The House of Beauty» (на русский язык переводят как «Дом красоты», «Дом мечты», «Дом счастья», «Дом красавицы»), по её словам, был закончен уже на следующий день:
Я начала нерешительно, перескакивала с одной темы на другую, но потом вдруг, отбросив все колебания, с головой погрузилась в это увлекательное занятие, оказавшееся, однако, изнурительным, вряд ли способствовавшим моему выздоровлению и вместе с тем совершенно захватывающим.
В то время в Англии были очень популярны мистические, оккультные темы, связанные с потусторонним миром, что нашло отражение в первых опытах начинающего автора. Известно, что в конце 1908 года Агата и её друзья увлекались чтением оккультных историй в стиле Эдгара Алана По и Мэй Синклер. Несмотря на то, что она скептически относилась к таким темам, по исследованию её биографа Джанет Морган, Агата интересовалась привидениями, связью между реальностью и ирреальным. Кроме того, «безумие», о котором идёт речь в новелле, одновременно и привлекало её, и в то же время отталкивало. «Ведь этим словом в викторианскую эпоху называли любую нестабильность психики, к тому же сумасшествие считалось наследственным, что придавало ему романтический налёт „фатальности“», — писала Морган.
Мать нашла заброшенную печатную машинку Мэдж, чтобы Агата могла рассказ напечатать. По объёму он составлял 30 машинописных страниц (около 6000 слов). На старой машинке сестры она напечатала и два следующих своих рассказа («Одинокий бог», «Зов крыльев»), сочинённых сразу вслед за первым. Позже она вспоминала, что обдумывать их было очень увлекательно, а вот собственно написание давалось ей с трудом. Первые три рассказа она под различными псевдонимами («Мак Миллер, эсквайр», «Натаниэл Миллер») отправила по журналам. Оттуда пришли вежливые отказы, но Агата не отчаялась, а вновь направила их в другое издательство. Так как она в то время не дождалась положительного ответа, то решила написать свой первый роман, который назвала «Снег в пустыне» (Snow Upon the Desert), но его тоже не удалось напечатать. Сохранились и несколько других из числа её первых рассказов, которые были не опубликованы или не дописаны.

### Публикация
В середине 1920-х годов Кристи стала понимать, что может зарабатывать на жизнь литературным трудом и ставить условия издателям. В это время за свой счёт она опубликовала сборник стихов «Дорогой снов», который плохо продавался, но, видимо, автору было приятно увидеть его в печатном виде. В 1924—1926 годах писательница создала целый ряд детективных рассказов, позже вошедших в несколько сборников. Как отмечала Лора Томпсон, для Кристи это время было очень счастливым в творческом плане: «ощущение было новым и волшебным — словно тепло неожиданно появившегося весеннего солнца». В это же время она переработала свой первый рассказ, который в новом варианте получил название «Дом грёз» (англ. The House of Dreams). Он впервые был опубликован в 1926 году в журнале The Sovereign Magazine, когда Кристи стала довольно известным детективным писателем. Этой версии придерживаются и другие исследователи. Однако Джанет Морган писала, что ещё ранее новелла была опубликована в январе 1924 года в The Sovereign Magazine под названием «Дом с привидениями». Томпсон, отмечая, что в то время Агата испытывала большое удовольствие от своего литературного успеха, писала: «Даже её первый рассказ „Дом красоты“, который она сочинила, когда ещё подростком лежала в постели, оправляясь после болезни, был напечатан в 1926 году. Что бы она ни написала, включая созданное давным-давно, похоже, было теперь востребовано».
Новелла относится к тем произведениям писательницы, которые не были включены в её официальные прижизненные сборники. В 1997 году рассказ был опубликован американским издательством GP Putnam’s Sons в составе сборника «Чайный сервиз „Арлекин“ и другие истории» (The Harlequin Tea Set). В Великобритании он был издан в 1997 году в составе антологии «Доколе длится свет и другие рассказы» (англ. While the Light Lasts and Other Stories), а в 1998 году открывал сборник «Чайный сервиз „Арлекин“ и другие истории».

## Оценки и критика
Агата Кристи в «Автобиографии» невысоко оценивала своё первое прозаическое произведение. В нём чувствовалось литературное влияние авторов, книгами которых она в то время увлекалась, например, Дэвид Лоуренс, Эверард Коутс. Автор характеризовала его таким образом:
Конечно, до шедевра ему было далеко, но в целом, полагаю, получилось не так уж плохо; во всяком случае, в этом рассказе впервые промелькнули проблески дарования. Разумеется, это было чисто дилетантское писание, обнаруживающее влияние всех авторов, прочитанных мною до той поры. Есть вещи, которых начинающий писатель едва ли может избежать.
По её словам, рассказ был написан «изысканно». Несмотря на то, что произведение было непонятно и туманно для читателя, оно свидетельствовало о богатом воображении начинающего автора. Также Кристи писала, что для её первых трёх рассказов был характерен печальный финал и «порой чрезмерный накал страстей».
Один из самых авторитетных биографов писательницы Джанет Морган писала, что, несмотря на очевидные стилистические погрешности и целый набор банальностей («здесь есть всё: и смерть, и бред, и безумие, и музыка, даже монахиня в чёрном»), уже первый рассказ Кристи свидетельствует о её несомненном даре рассказчицы, комическом таланте, способности заинтересовать читателя увлекательным сюжетом и удерживать его внимание в напряжении. Югетт Бушардо, применяя терминологию периода создания дебютных произведений Агаты, отнесла их к «психическим историям». В число общих мотивов, занимающих одно из важнейших мест в их сюжете, входили «сны, безумие и оккультные темы». Доротея Холмс, ещё одна из многочисленных биографов Кристи, отмечала, что главный герой рассказа «Дом грёз» — «юноша, молодой, мечтательный и несчастный». Он вынужден покинуть родные места, чтобы зарабатывать на жизнь в Лондоне клерком, но мечтает о большем, что, видимо, соответствовало настроениям писательницы того периода. Финал новеллы она толкует следующим образом: Джон всё-таки разгадал тайну Аллегры Керр, но при этом поплатился за это жизнью. По словам Холмс, она затрудняется ответить, чего больше в ранних рассказах Кристи: «дани романтической традиции или юношеского желания „чего-то большего“, чего-то неопределённого, необычного и прекрасного». Холмс посчитала, что «королева детектива» в трёх своих первых рассказах ещё не нашла своей индивидуальности, стиля: «Но это неудивительно. Редко кому удаётся такое с первых страниц. В конце концов она забросила рассказы — возможно, ей не понравилось, что её герои всё время умирают в конце, но придумать другой патетической развязки не могла». 
В литературе отмечается, что в другом из первых её трёх рассказов — «Зов крыльев» — используется та же тема, что и в «Доме грёз». Исследователи отмечали изменения, который внёс автор в переработанную версию. Если первый вариант насыщен «мрачной» и «болезненной» атмосферой, то во втором Кристи отошла от этого, и он стал напоминать рассказы ужасов, свойственные ряду авторов того времени. Изменения произошли и в характеристике женских персонажей: писательница облагородила их и придала героям больше реальных, «земных» черт. Холмс увидела своеобразную перекличку между первым рассказом и одной из последних книг Кристи — «Ночная тьма» (1967), назвав роман в некотором смысле продолжением сюжетной линии своего предшественника. Повествование ведётся от лица Майкла Роджерса, амбициозного молодого человека, который влюбляется в Фенеллу Гутман (Элли) с первого взгляда. Он встретил её на так называемом Цыганском подворье. Именно так называют местные жители участок земли, над которым, по старинной легенде висит проклятье. Молодые люди женятся и собираются покупать этот участок, чтобы построить на нём дом — «прекрасный и удивительный», о чём мечтает Роджерс. Однако в сюжете и характере персонажа двух произведений есть большие отличия. Так описывая роман Холмс писала: «Но на этот раз мечтатель не слабовольный аристократ, а парень достаточно смелый и решительный, чтобы взять от жизни всё, что она ему задолжала. Но кто же разрушил его мечты? Кто убил его любимую? Кто принёс зло в их чудесный дом?»